# IC 667
IC 667 ist eine linsenförmige Galaxie vom Hubble-Typ S0 im Sternbild Löwe auf der Ekliptik. Sie ist schätzungsweise 142 Millionen Lichtjahre von der Milchstraße entfernt. Die Entfernungsmessungen basierend auf den Radialgeschwindigkeiten stimmen nicht mit den rotverschiebungsunabhängigen Entfernungsschätzungen von 518 Millionen Lichtjahren überei
Das Objekt wurde am 15. Januar 1894 von dem französischen Astronomen Stéphane Javelle entdeckt.